# Vocalive
Vocalive ist ein gemischter Pop- und Jazzchor aus Griesheim (Hessen).

## Geschichte
Das Ensemble wurde 1991 von Stefanie Miceli als Jugendchor des Gesangvereins Frohsinn e. V. in Griesheim gegründet und hat sich seither von einem Jugendchor zu Pop- und Jazzchor entwickelt. Vocalive besteht aus rund 60 Sängerinnen und Sängern.

## Repertoire
Das Repertoire von Vocalive umfasst Rock- und Popklassiker, Musical, Modern Gospel und Jazz. Es reicht von Queen’s Bohemian Rhapsody über Bästa Vänner der schwedischen Sängerin Lena Philipsson bis zu einer Bearbeitung einer ursprünglich für die Orgel komponierten Fuge von J. S. Bach. Einige Arrangements, wie ein James Bond Medley, wurden speziell für Vocalive geschrieben.
Der Chor wird in der Regel begleitet von einer dreiköpfigen Band (Piano, Bass, Schlagzeug).

## Auftritte und Auszeichnungen
Außer abendfüllenden reinen Vocalive-Programmen erfolgen zunehmend Auftritte mit befreundeten Gesangsensembles. Eine Besonderheit ist die Zusammenarbeit mit dem Magier Nicolai Friedrich bei den When the Angels Sing Konzerten, die jährlich im Winter stattfinden. Vocalive ist in das Bühnenprogramm integriert, teils als Hintergrundchor, teils als Bestandteil der Tricks selber.
Vocalive nahm am Deutschen Chorwettbewerb 2006 in Kiel teil und erreichte dort in der Kategorie Jazz-vokal et cetera – mit Begleitung mit einem zweiten Preis die beste Platzierung in der Kategorie. Am 7. Juni 2007 trat Vocalive in der ZDF-Show Grand Prix der Chöre auf und belegte den 11. Platz. Mit dem Gewinn des Hessischen Chorwettbewerbs 2009 qualifizierte sich der Chor zum Deutschen Chorwettbewerb 2010 in Dortmund, bei dem er in der Kategorie Jazz-vokal et cetera den ersten Preis erzielte. 
Beim 9. Deutschen Chorwettbewerb 2014 in Weimar gab VOCALIVE auf Einladung des Deutschen Musikrates als Gastchor im abendlichen Rahmenprogramm ein Konzert.
Am 29. Juni 2014 nahm VOCALIVE an einem Wettbewerb des Hessischen Sängerbundes im Rahmen eines Chorfestivals in Giessen teil und wurde als Kategoriesieger mit Golddiplom Meisterchor 2014 des Hessischen Sängerbundes. VOCALIVE erhielt zudem den Sonderpreis des hessischen Ministerpräsidenten für die höchste Wertung des Wettbewerbs, die beste Interpretation des Pflichtstückes sowie einen Sonderpreis für den besten Groove.

## Chorleiterin
Der Chor wird von Beginn an geleitet von Stephanie Miceli. Die studierte Chorpädagogin leitet noch weitere Chöre und Ensembles. Stephanie Miceli ist Initiatorin und Leiterin der Chorfabrik, die im Januar 2007 ihren Betrieb aufnahm.

## Solo Collections
Viele Mitglieder von Vocalive sind auch solistisch aktiv, als Sängerinnen und Sänger oder als Instrumentalisten. Ein gemeinsames Podium dafür bilden die Solo Collections, die ein- bis zweimal jährlich auf die Bühne gebracht werden. Eine CD mit den Highlights der Solo Collections ist im Mai 2007 erschienen.
Zuletzt fand die Solo Collection im Oktober 2013 statt.

## Diskographie
- Voices in Motion (2003)
- When the Angels Sing (2005) mit Hot’n Spicy und KeyWest
- Solo Collection (2007)
- Feel This Way (2011)